# Diplazon triangulus
Diplazon triangulus är en stekelart som beskrevs av Dasch 1964. Diplazon triangulus ingår i släktet Diplazon och familjen brokparasitsteklar. Inga underarter finns listade i Catalogue of Life.